# Аджарська Автономна Радянська Соціалістична Республіка
Аджарська Автономна Радянська Соціалістична Республіка (груз. აჭარის ავტონომიური საბჭოთა სოციალისტური რესპუბლიკა) — автономна республіка у складі Грузинської РСР. Існувала з 1921 по 1990 рр., після чого в грудні 1990 її було перетворено в Аджарську Автономну Республіку. Адміністративно республіка поділялася на 5 районів, 2 міста і 2 селища міського типу.
1959 року населення республіки становило 242 тис. чол.